# Georges Louis Vasseur
Pour les articles homonymes, voir Vasseur.
Georges Louis Vasseur est un homme politique français né le 1er janvier 1807 à Grenoble (Isère) et mort le 5 août 1851.

## Biographie
Diplomate, il est secrétaire de légation à Berne en 1848. Il est député de l'Ardèche de 1849 à 1851, siégeant à gauche.

## Sources
- « Georges Louis Vasseur », dans Adolphe Robert et Gaston Cougny, Dictionnaire des parlementaires français, Edgar Bourloton, 1889-1891 [détail de l’édition]